# Sovjetunionens flygvapen
Sovjetunionens flygvapen (ryska: Военно-воздушные силы СССР, Voyenno-Vozdusjnye Sily SSSR, ofta förkortat VVS) var en försvarsgren av Sovjetunionens väpnade styrkor och utgjorde tillsammans med Sovjetiska luftförsvarsstyrkorna och Sovjetunionens marinflyg Sovjetunionens luftstridskrafter. Flygvapnet skapades 1918 kort efter oktoberrevolutionen och deltog i Polsk-sovjetiska kriget, Spanska inbördeskriget, Sovjet-japanska gränskriget, vinterkriget, stora fosterländska kriget, Koreakriget och Afghansk-sovjetiska kriget. I samband med Sovjetunionens upplösning 1991 delades flygvapnet upp mellan de olika sovjetrepubilkerna. Merparten tillföll Ryssland och ombildades som Rysslands flygvapen.

## Historia

### De första åren
Sovjetiska kommunistpartiets krigskommissariat beslutade 10 november 1917 att bilda ett direktorat för att ta över ledningen av Ryska kejserliga luftflottan. Den 24 maj 1918 blev direktoratet officiellt Sovjetunionens flygvapen inledningsvis med namnet ”arbetarnas och böndernas röda luftflotta” (förkortat «Главвоздухфлот», Glavvozdukhflot). Då hade luftflottan cirka 350 flygdugliga men huvudsakligen föråldrade maskiner fördelade över landet, men på grund av Ryska inbördeskriget ökade antalet snabbt. Däremot rådde stor brist på utbildade piloter och mekaniker. Många hade flytt landet, blivit avrättade eller tagit tjänst i vita armén. Den vita arméns flygstyrkor var aktiva i området runt Murmansk och Archangelsk där de hade stöd av en brittisk-amerikansk expeditionsstyrka, samt i Kaukasus i söder där britterna behärskade oljefälten. Den röda luftflottans första framgångar var vid Kazan i september 1918 där Tjeckoslovakiska legionen och Komuchs folkarmé besegrades delvis med hjälp av flygunderstöd. Men huvudsakligen var ryska inbördeskriget ett markkrig där flygstyrkorna spelade en marginell betydelse. Deras huvudsakliga uppgifter var spaning och samband. Ett undantag var i krigets slutskede där de sista resterna av vita armén under Pjotr Wrangel besegrades på Krim. Det berodde dels på att den röda luftflottan lärt sig hur effektivt flyg var på att bekämpa kavalleri, dels på att stridsområdet nu var så geografiskt begränsat att flygstridskrafterna kunde koncentreras.

### 1920-talet
Den 28 mars 1924 blev ”Sovjetunionens flygvapen” (Военно-воздушные силы СССР) officiellt en självständig vapengren, men efter Michail Frunzes död 1925 underordnades flygvapnet återigen röda armén och blev inte en helt självständig vapengren igen förrän 1946. Under 1920-talet började Sovjetunionen utveckla en inhemsk flygindustri där Andrej Tupolev kom att spela en viktig roll. Hans konstruktion Tupolev ANT-2 blev också det första flygplan av metall som byggdes i Sovjetunionen. En annan flygplanskonstruktör var Dmitrij Grigorovitj (ej att förväxla med författaren med samma namn) vars jaktflygplan Grigorovitj I-2 var fullt i klass med brittiska Bristol Bulldog eller amerikanska Curtiss P-1 Hawk. Men det mest framgångsrika sovjetiska flygplanet från den här tiden är antagligen Polikarpov Po-2. Ursprungligen var Po-2 avsett som ett skolflygplan men kom att göra störst nytta som lätt bombflygplan och sambandsflygplan. Med tysk hjälp startades också effektiv utbildning av piloter och tekniker, först i Lipetsk och senare på fler ställen. För Tyskland innebar samarbetet med Sovjetunionen en möjlighet att kringgå Versaillesfördragets förbud mot militär flygutbildning i Tyskland.

### 1930-talet

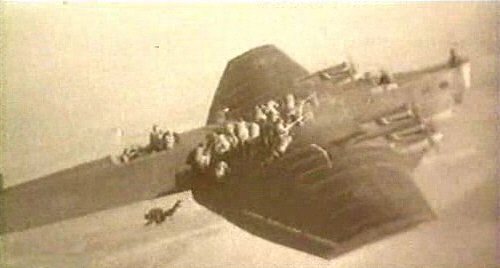
Sovjetiska fallskärmsjägare hoppar från en Tupolev TB-3.

Under Jakov Alksnis ledning började Sovjetunionen under 1930-talet att modernisera sitt flygvapen med bland annat jaktflygplanet Polikarpov I-15 och bombflygplanen Tupolev TB-3 och Tupolev SB. Efterföljaren till I-15, Polikarpov I-16, fick sitt elddop under Spanska inbördeskriget. Den var till en början överlägsen alla nationalistsidans jaktflygplan, men svårigheter att leverera tillräckligt antal flygplan till Spanien gjorde att den republikanska sidan trots det inte lyckades uppnå luftherravälde. När tyska Kondorlegionen tilldelades Bf 109 blev situationen den omvända vilket bidrog till nationalistsidans seger. Man lyckades även förhandla sig till möjligheten att licenstillverka Douglas DC-3 som i Sovjetunionen fick beteckningen Lisunov Li-2.
I februari 1934 fastnade isbrytaren S/S Sjeljoskin i packis i Berings sund efter att ha försökt passera nordostpassagen. Besättningen räddades av en Tupolev TB-1 från flygvapnet vilket var startskottet för en flera år lång satsning på polarflyg. Kulmen nåddes i juni 1937 då Valerij Tjkalov, Georgij Bajdukov och Aleksander Beljakov genomfördes världens första polarflygning med flygplan från Moskva till Vancouver. (Umberto Nobile och Roald Amundsen hade redan genomfört den första polarflygningen med luftskeppet Norge 1926). Flygningen upprepades i juli samma år, fast då till San Jacinto, och var en stor propagandatriumf för Sovjetunionens flygvapen.
Under 1930-talet utvecklade Sovjetunionen som ett av de första länderna i världen konceptet med fallskärmstrupper (Воздушно-десантные, Vozdusjno-desantnje) på initiativ av Michail Tuchatjevskij. I slutet av 1930-talet intensifierades sovjet-japanska gränskriget och även flygstridskrafter började användas. Luftstrider mellan japanska och sovjetiska flygplan ägde rum under slaget om Chalchin-Gol. Sovjetunionen skickade även en stor frivilliga flygkår till republiken Kina för att understödja dem under Andra kinesisk-japanska kriget.

### 1940-talet

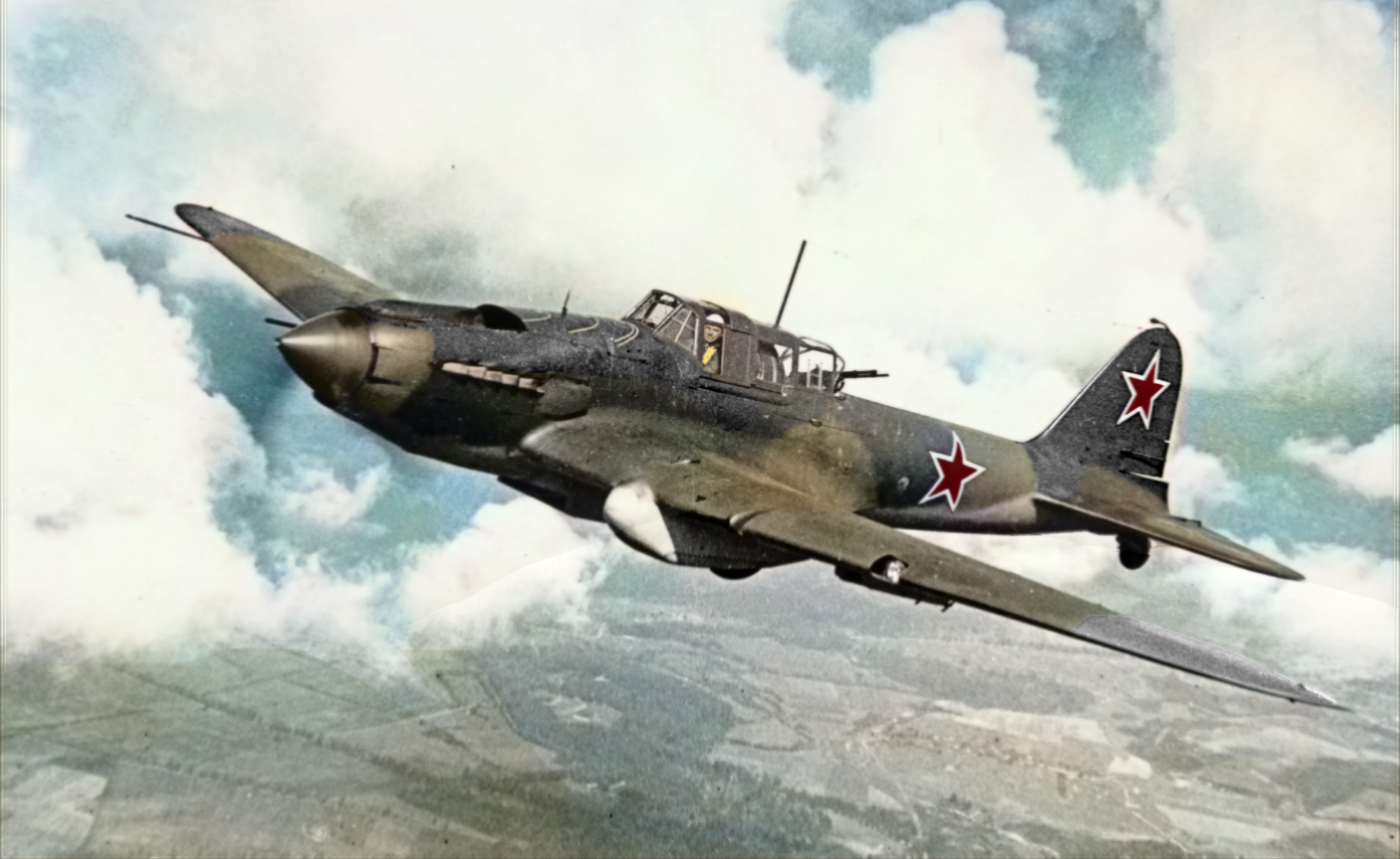
Il-2 Sjturmovik spelade en viktig roll i Sovjetunionens kamp mot Nazityskland.

Erfarenheterna från Spanska inbördeskriget togs till vara i bombflygplanet Iljusjin Il-4, och den underordnade ställningen gentemot Röda armén ledde till ett fokus på taktiskt bombflyg på bekostnad av jaktflygplan. Stora utrensningen hade även drabbat flygvapnet som förlorade många erfarna piloter och officerare. Det visade sig under vinterkriget då det betydligt mindre finska flygvapnet fick stora framgångar. När Nazityskland inledde operation Barbarossa 1941 var sovjetunionens flygvapen illa förberett, något som märktes på att Luftwaffe lyckades förstöra minst 2 000 sovjetiska flygplan under operationens första två dagar, många av dem på marken. Innan invasionen uppskattades Sovjetiska flygvapnets totala styrka väster om Ural till 5 700 flygplan. Sovjetiska uppgifter anger högre siffror; Under sommaren 1941 förlorades uppskattningsvis 8 000 flygplan av runt 10 0000, och även tyskarna insåg snart att de underskattat sovjetiska flygvapnets styrka.
Flygvapnets organisation och taktik påverkades direkt av Josef Stalin vilket gjorde att Sovjetunionens flygvapen till skillnad från de andra stormakternas flygvapen aldrig byggde upp någon större flotta av tunga bombflygplan. I stället koncentrerade man sig på taktiska flygplan som jaktflygplan, störtbombare och medeltunga bombflygplan. De tunga bombflygplan man hade (Iljusjin Il-4 och omoderna Tupolev TB-3) blev antingen nedskjutna av tyskt jaktflyg eller omdirigerade till taktiska uppgifter. Luftarméerna var dessutom hårt knutna till marktrupperna i armégrupperna vilket hämmade deras operationsfrihet. Dessutom var Sovjetunionens flygvapen 1941 i början av en omorganisation. Många piloter var inte vid sina förband utan på utbildning i nattflygning, radiokommunikation och så vidare. Precis som på marken var det Rasputitsan som stoppade tyskarnas framfart. Dålig sikt, översvämmade flygfält och fastkörd logistik omöjliggjorde några större flygoperationer. När vintern kom blev marken åter hård, men nu hade 1 500 flygplan överförts från fjärran östern. Det gjorde att sovjetiska flygvapnet under slaget om Moskva hade 1 200 flygplan mot tyskarnas 600.
Stalin lyckades omlokalisera många fabriker som tillverkade flygplan och flygmotorer från de europeiska delarna av Sovjetunionen innan de erövrades av tyskarna. Strax efter nyår började fabrikerna att leverera nya flygplan. Jak-1 började levereras från Novosibirsk, Il-2 Sjturmovik från Uljanovsk, MiG-3 från Samara, Pe-2 från Kazan och Tu-2 från Omsk. Med den inhemska flygproduktionen säkrad och med leveranser av brittiska Hawker Hurricane, amerikanska Bell P-39 Airacobra och Douglas A-20 Havoc började man bygga upp ett nytt flygvapen. Även om de sovjetiska flygplanen fortfarande var tekniskt underlägsna de modernaste tyska flygplanen kunde man tillverka dem i högre takt än de förlorades. 25 000 flygplan producerades under 1942, 35 000 under 1943 och 40 000 under 1944. Två månader av styrkeuppbyggnad inför operation Uranus gav flygvapnet tid att organisera sig; antalet flygplan per flygdivision ökades från 22 till 32 och det nya jaktflygplanet Lavotjkin La-5 började tillföras. Under sommaren 1943 övergick sovjetiska flygvapnet till mer offensiva operationer och anföll tyska flygfält som förberedelse inför slaget vid Kursk. Luftstriderna blev också mycket intensivare än tidigare och kunde involvera över hundra flygplan.

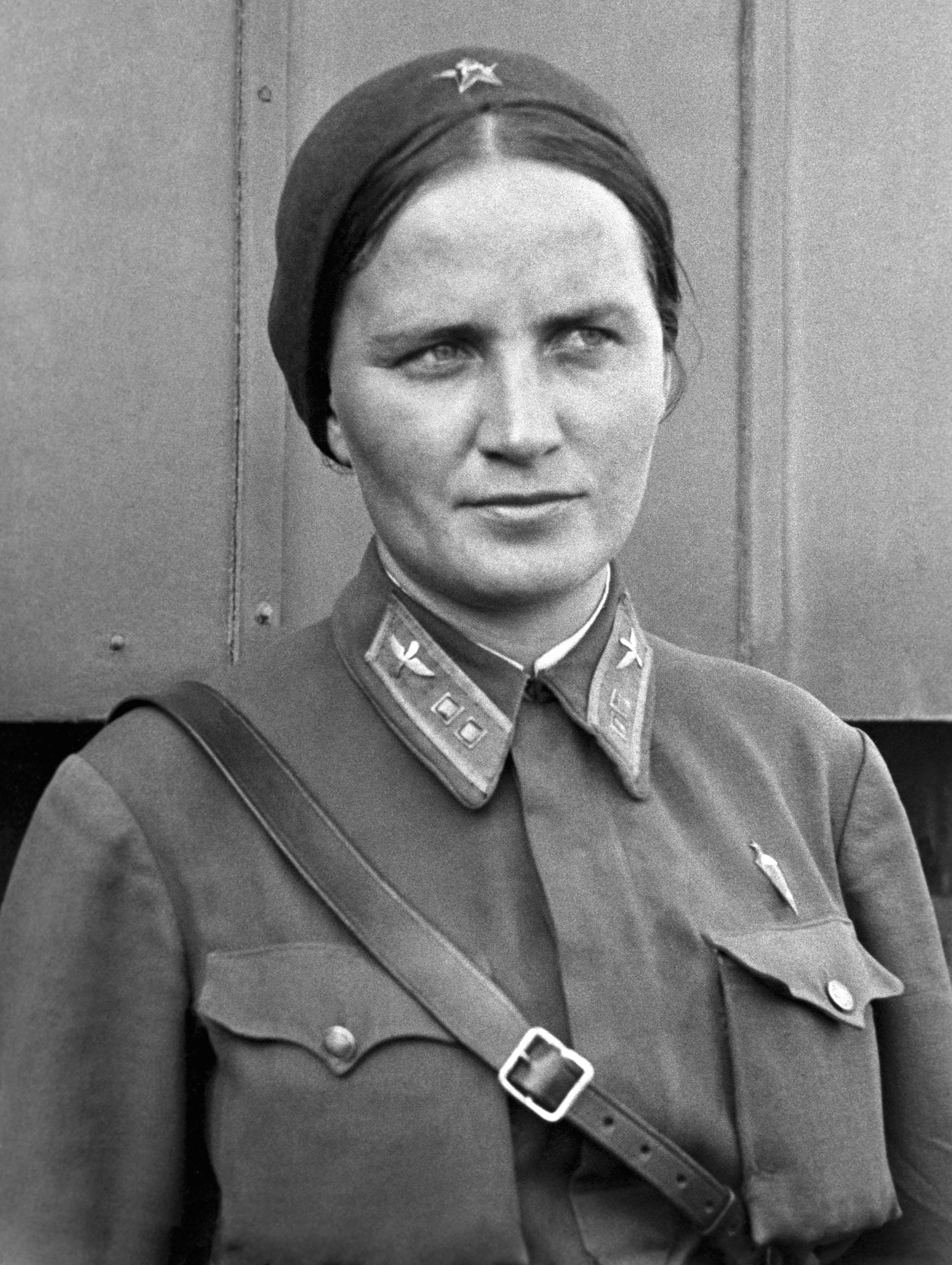
Major Marina Raskova var en av de främsta kvinnliga piloterna under andra världskriget.

Amerikanska och brittiska bombningar av de tyska flygplansfabrikerna gjorde det svårt för Tyskland att matcha produktionen vilket gav sovjetiska flygvapnet numerär överlägsenhet. Från och med början av 1943 var alla sovjetiska flygplan utrustade med radio vilket avsevärt ökade jaktflygets möjligheter. Samtidigt började arméns spaningsförband direktsamverka med attackflyget via radio vilket även gjorde luftunderstödet effektivare. Sovjetiska flygvapnet utförde inga sådana bombräder, men med jaktflygplan med lång räckvidd som Jak-9D kunde de skydda de amerikanska bombplan som anföll mål i Polen och Rumänien. Aleksandr Pokrysjkin blev med sina 65 luftstridssegrar inte bara sovjetunionens utan även de allierades främste flygaress och den förste att erhålla utmärkelsen Sovjetunionens hjälte tre gånger. Sovjetunionens flygvapen var också unikt såtillvida att de hade flygförband med enbart kvinnlig personal. 586:e jaktflygregementet och 588:e nattbombregementet är de mest kända.
Luftlandsättningar genomfördes inte i någon större skala på östrfronten, med undantag av slaget vid Rzjev och slaget vid Dnepr. Under 1944 omorganiserades Röda Arméns luftburna förband och de kunde därefter sättas in i större skala under Sovjetunionens invasion av Manchuriet. Över 16 000 man och 2 000 ton ammunition flögs in under operationens två veckor.
Efter krigsslutet hade Sovjetunionen en urstark industrikapacitet, men man låg fortfarande efter västvärlden tekniskt. Det visade sig bland annat genom hur mycket sämre Tupolev Tu-4 presterade jämfört med originalet Boeing B-29 Superfortress och Sovjetunionens första jetflygplan MiG-9 och Jak-15 använde piratkopierade tyska Jumo 004-motorer vilket gav flygplanen medelmåttig prestanda. Det var först när brittiska Labour-regeringen på Stafford Cripps initiativ sålde 25 stycken Rolls-Royce Nene till Sovjetunionen som man lyckades konstruera ett jaktflygplan i världsklass i form av Mikojan-Gurevitj MiG-15. Att USA hade skaffat sig kärnvapen var en källa till bekymmer för Stalin. Sådana massförstörelsevapen skulle väldigt snabbt kunna utradera den sovjetiska industrikapaciteten och därmed Sovjetunionens möjligheter att vinna ett nytt utnötningskrig. Därför gavs högsta prioritet till dels det sovjetiska kärnvapenprogrammet, dels en snabb utbyggnad av PVO Strany.

### 1950-talet
Efter andra världskrigets slut upphörde samarbetet med de andra allierade och de blev i stället varandras motståndare i kalla kriget. Sovjetunionen understödde ivrigt kommunismens spridande vilket de andra allierade länderna lika ivrigt motarbetade. I Koreakriget kom brittiska och amerikanska piloter att strida mot sovjetiska piloter i 64:e jaktflygkåren som Sovjetunionen skickade för att understödja Nordkorea. De sovjetiska MiG-15 kunde stiga snabbare och svänga snävare än den amerikanska motsvarigheten F-86 Sabre och hade dessutom numerisk överlägsenhet, men den var inte lika snabb och dess begränsade räckvidd gjorde att de bara kunde utmana FN:s luftherravälde över nordöstra Korea. Ett fullskaligt krig mellan Sovjetunionen och USA var nära, men Sovjet förekoms av Kina som ingrep i kriget och tvingade fram ett dödläge som sedan ledde till ett vapenstillestånd.
Sovjetunionen var väl medvetna om risken att det kalla kriget skulle övergå till ett tredje världskrig och såg till att rusta sig därefter vilket ledde till kapprustning. Sovjet hade 1949 blivit en kärnvapenmakt, men bombflygplanet Tupolev Tu-4 kunde inte nå mål i USA. Man försökte därför skaffa sig bombflygplan med kapacitet motsvarande det amerikanska Convair B-36 Peacemaker vilket resulterade i Tupolev Tu-95. Behovet av kärnvapenbärare ledde till uppbyggandet av en strategiskt bombflotta, men fokus låg fortfarande på konventionella bombflygplan som Tupolev Tu-16, Iljusjin Il-28 och Jakovlev Jak-28. De två senare tydligt anpassade för taktisk flygbombning.
En tydlig skillnad mot västerländska flygplan var beväpningen. Jaktflygplanen MiG-15, MiG-17 och Jak-25 var beväpnade med automatkanonen Nudelman N-37. Den avlossade tunga projektiler som var idealiska för anfall mot markmål och för att skjuta ner bombflygplan, vilket visade sig mot B-29:or över Korea, men dess låga eldhastighet gjorde den ineffektiv i luftstrid. MiG-17P var det första sovjetiska jaktflygplan som utrustades med radar vilket gjorde att varken mörker eller moln längre utgjorde något skydd för fientliga bombflygplan.
I början av 1950-talet började Sovjetunionen även att experimentera med jaktrobotar. Den första modellen K-5 var inte särskilt lyckad, men när Sovjetunionen fick möjlighet att kopiera den amerikanska roboten AIM-9 Sidewinder kunde man producera den nästan identiska roboten Vympel K-13.
Bulganin och Chrusjtjov förde en mer extrovert utrikespolitik än vad Stalin gjorde, vilket bland annat resulterade i att länder som Egypten, Syrien, Jemen, Indonesien, Afghanistan och Indien började importera sovjetiska vapen och flygplan. Många av Egyptens flygplan förstördes av Israel under Suezkrisen, men förlusterna ersattes snart av nyare flygplan. Även folkrepubliken Kina importerade stora mängder sovjetiska flygplan och började under stora språnget även att tillverka dem på licens.

### 1960-talet

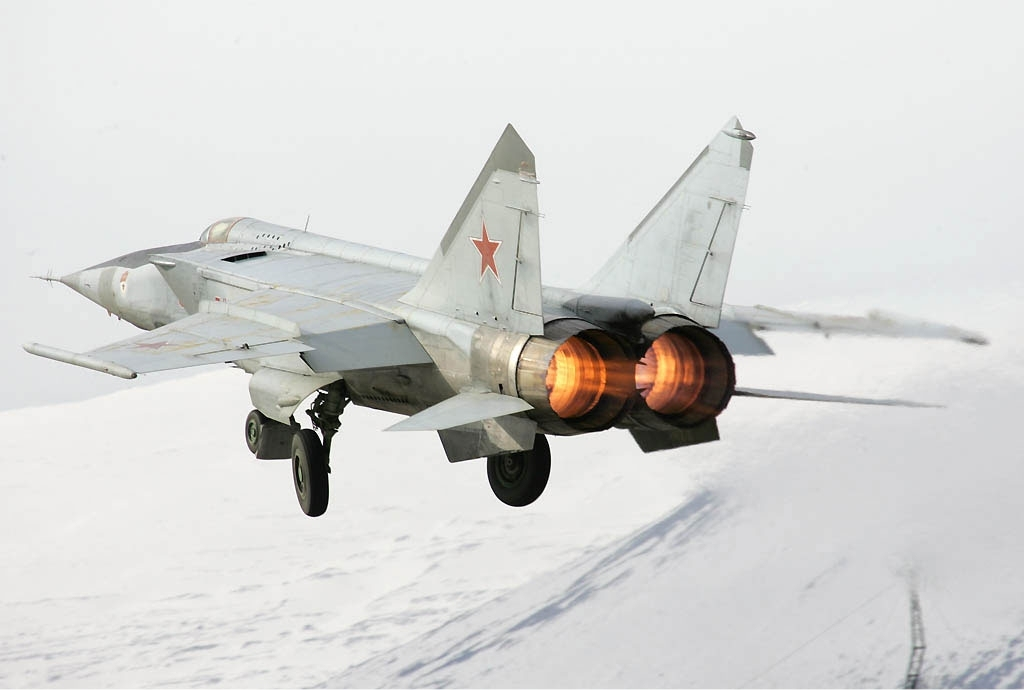
MiG-25 är fortfarande världens snabbaste jaktflygplan och det näst snabbaste militärflygplan som serieproducerats, bara SR-71 är snabbare.

Under 1960-talet stod den sovjetiska flygindustrin på sin höjdpunkt. Konstruktioner som Tupolev Tu-128 (världens största jaktflygplan), MiG-25 (världens snabbaste jaktflygplan), Mikojan Ch-20 (världens största flygburna robotvapen) och Raduga Ch-22 (världens snabbaste kryssningsrobot) imponerade på omvärlden. Det sovjetiska luftförsvaret visade också i och med U-2-affären att man låg på samma tekniska nivå som USA. Men samtidigt blev det mer tydligt att Sovjetunionen återigen hade svårt att hänga med framför allt USA i den tekniska utvecklingen, framför allt tekniker som krävde datorberäkningar. Ett exempel är Su-17 och MiG-23 som var Sovjetunionens första flygplan med variabel vinggeometri men som inte hade samma möjligheter att utnyttja det som den mer avancerade amerikanska F-111. Samtidigt markerade MiG-23 och jaktroboten Vympel R-60 en ny paradigm inom sovjetiska jaktflyget där luftstrid med fientliga jaktflygplan gavs större utrymme, något som också visades genom att beväpningen på MiG-21 byttes från NR-30 till den klenare GSj-23 med högre eldhastighet.
Det strategiska bombflyget fick också sitt första överljudsflygplan i form av Tupolev Tu-22, men på grund av tekniska problem tillverkades aldrig mer än några hundra av dessa.
Under Warszawapaktens invasion av Tjeckoslovakien 1968 genomförde sovjetiska flygvapnet sin största luftlandsättningsoperation sedan andra världskriget när Ruzyne internationella flygplats erövrades.

### 1970-talet
I sexdagarskriget i princip utraderades det egyptiska flygvapnet och Egypten vände sig återigen till Sovjetunionen för nya leveranser. Även den här gången levererade Sovjetunionen det modernaste de hade och skickade även 300 piloter till Egypten. Man tog även noga vara på erfarenheterna från sexdagarskriget. Flygvapenchefen Pavel Kutachov flög själv till Kairo i juli 1970 för att leda utvärderingarna. Det skulle ge resultat. När egyptiska och israeliska flygvapnen åter drabbade samman i Jom Kippurkriget klarade sig egyptierna inledningsvis mycket bättre än i sexdagarskriget.
Chrusjtjov var endast måttligt intresserad av att stödja Vietminh, men efter att Aleksej Kosygin tagit över makten ändrades det och Sovjetunionen gav Nordvietnam betydande militärt stöd under Vietnamkriget. Till skillnad från under Koreakriget var man nu noga med att inte riskera att dras in i konflikten själva. Erfarenheterna och de tekniska landvinningarna från kriget tog till vara i nya flygplan som Suchoj Su-25, Su-27 och MiG-29, jaktrobotarna Vympel R-27 och R-73 samt precisionsstyrda attackvapen som Zvezda Ch-23 och Ch-25. Framstegen möjliggjordes delvis genom att Sovjetunionen fick tillgång till kvalificerad datorutrustning genom Toshiba–Kongsberg-affären. I synnerhet jaktroboten R-73 var en teknisk triumf eftersom det var den första jaktroboten som integrerades med ett hjälmsikte, något som västerländska flygvapen inte fick tillgång till förrän på 2000-talet. Dessutom fick man tillgång till mycket amerikansk militär utrustning som förlorats i Vietnam, bland annat fick man möjlighet att provflyga Northrop F-5E Tiger II och jämföra den med sovjetiska flygplan.
I det strategiska bombflyget togs en avsevärt förbättrad variant av Tupolev Tu-22 kallad Tu-22M i tjänst.

### 1980-talet
Under 1980-talet fortsatte Sovjetunionen att förfina grundkonstruktionen Su-27 genom modellerna Suchoj Su-30, Su-33, Su-34 och Su-35. Dessutom fick man väsentligt förbättrad strategisk förmåga i form av bombflygplanet Tupolev Tu-160. Även flera nya attackvapen som Vympel Ch-29, Raduga Ch-15, Ch-55, Ch-59 och Zvezda Ch-31 togs i bruk, flera av dem baserade på erfarenheter från Afghanistan. Även USA och flera NATO-länder skaffade sig vid den här tiden nya precisionsvapen för att kunna utkämpa ett krig i Europa utan kärnvapen vilket ledde till en ny våg av kapprustning. Den här gången hade Sovjetunionen inte de ekonomiska resurserna att klara en kapprustning vilket var en bidragande orsak till Sovjetunionens upplösning.
Under 1980-talet var Sovjetunionens flygvapen involverat i Afghansk-sovjetiska kriget. Inledningen liknade i stora drag insatsen mot Pragvåren; snabba nattliga luftlandsättningar för att ta kontrollen över nyckelpositioner som flygplatser och presidentpalatset. Men till skillnad från Tjeckoslovakien kom Afghanistan att bjuda på helt andra utmaningar. Att behålla kontrollen över försörjningslinjerna visade sig vara en svår utmaning. Lösningen var brutal; att med flyganfall och artilleri utradera alla byar och bosättningar inom en säkerhetskorridor runt alla viktiga vägar. Vid flera tillfällen användes också kemiska stridsmedel och flygfällda minfält. Den kuperade terrängen i Afghanistan gjorde det svårt och ibland omöjligt för stridsfordon att ta sig fram och armén blev därför tvungna att förlita sig på flygvapnet för eldunderstöd. 1984 ändrade man taktik och började använda luftburna trupper, helikoptrar och flygunderstöd för att jaga upp och bekämpa identifierade grupper av mujaheddin. Till en början var taktiken effektiv, men i takt med att mujaheddin skaffade sig fler tunga kulsprutor som DSjK och KPV kunde de börja bekämpa helikoptrar och lågtflygande flygplan. Bärbara luftvärnsrobotar som Strela-2 utgjorde ett ännu större hot, men var bara tillgängliga i begränsat antal. Situationen förvärrades 1986 när USA började förse mujaheddin med Stinger-robotar. Stinger hade nästan dubbelt så lång räckvidd som Strela-2 och hade en bättre målsökare.

## Organisation
Strategiska bombflyget och strategiska transportflyget stod under direkt kontroll av flygvapnets högkvarter medan frontflyget och arméflyget var uppdelat i flygarméer underställda militärdistrikten. Flygvapnet ansvarade bara för arméflygets fredsorganisation. Vid krig överfördes arméflygets regementen till Sovjetunionens armé. Tabellerna visar 1980-talets organisation. 

### Administrativ organisation
- Strategiska bombflyget (дальная авиация) – Kärnvapenkapabla bombflygplan med lång räckvidd som Tu-95, Tu-22M och Tu-160.
- Frontflyget (фронтовая авиация) – Allt taktiskt flyg.
  - Jaktflyget (истребительная авиация) – Ansvarar för jakskydd och luftherravälde. Uppbyggt av jaktflygplan som MiG-23, MiG-29 och Su-27.
  - Taktiska bombflyget (бомбардировочная авиация) – Avsett för att anfalla taktiskt viktiga mål bakom frontlinjen som. Använde Jak-28 och Su-24.
  - Jaktbombflyget (истребительно-бомбардировочная авиация) – Attackflyg med viss jaktkapacitet som Su-17 och MiG-27
  - Markunderstödsflyget (штурмовая авиация) – Flyg dedikerat för direkt understöd av marktrupper. Su-25.
  - Spaningsflyget (разведывательная авиация) – Flygplan för taktisk flygspaning som Su-24MR, Su-17M och MiG-25R
  - Taktiska transportflyget (транспортная авиация) – Transportflygplan och helikoptrar för arméns luftburna förband, mestadels An-12, An-26 och An-72.
  - Specialflyget (специальная авиация) – Diverse flygplan avsedda för elektronisk spaning och elektronisk krigföring.
- Strategiska transportflyget (Военно-транспортная авиация) – Transportflyg med lång räckvidd och hög lastförmåga för luftlandsättningar på fientligt territorium. Il-76, An-22 och An-124
- Arméflyget (армейская авиация) – Helikoptrar för armén, mestadels Mi-8, Mi-24 och Mi-28.

### Operationell organisation
- Flygkommandots strategiska reserv – Stabsförband, Moskva
  - 30:e luftarmén – Strategiska bombflyget, Irkutsk
  - 37:e luftarmén – Strategiska bombflyget, Moskva
  - 46:e luftarmén – Strategiska bombflyget, Smolensk
- Strategiska transportflygkommandot – Stabsförband, Moskva
  - 18:e gardestransportflygdivisionen – Strategiska transportflyget, Šiauliai
  - 6:e gardestransportflygdivisionen – Strategiska transportflyget, Kryvyj Rih
  - 7:e transportflygdivisionen – Strategiska transportflyget, Melitopol
  - 3:e gardestransportflygdivisionen – Strategiska transportflyget, Vitsebsk
  - 12:e transportflygdivisionen – Strategiska transportflyget, Tver
- Huvudkommando väst – Stabsförband, Legnica
  - 4:e luftarmén – Frontflyget, Legnica
  - 16:a luftarmén – Frontflyget, Wünsdorf
  - 26:e luftarmén – Frontflyget, Minsk
  - 14:e luftarmén – Frontflyget, Lviv
- Huvudkommando sydväst – Stabsförband, Chișinău
  - 24:e luftarmén – Frontflyget, Vinnytsia
  - 36:e luftarmén – Frontflyget, Debrecen
  - 17:e luftarmén – Frontflyget, Kiev
  - 5:e luftarmén – Frontflyget, Odessa
- Huvudkommando syd – Stabsförband, Baku
  - 34:e luftarmén – Frontflyget, Tbilisi
  - 73:e luftarmén – Frontflyget, Almaty
- Huvudkommando fjärran östern – Stabsförband, Ulan-Ude
  - 1:a luftarmén – Frontflyget, Chabarovsk
  - 23:e luftarmén – Frontflyget, Tjita
- 76:e luftarmén – Frontflyget, Leningrad
- 15:e luftarmén – Frontflyget, Riga

## Befälhavare

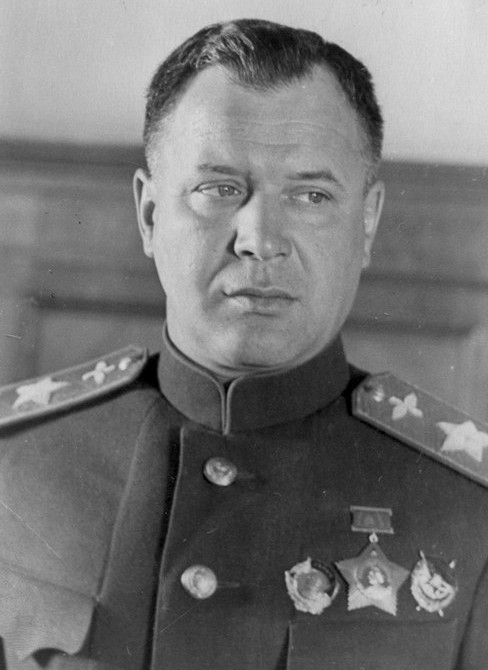
Aleksandr Novikov var chef för Sovjetunionens flygvapen från 1942 till 1946. Han ledde den omorganisation som gjorde flygvapnet jämbördigt med Luftwaffe vilket gjorde att de kunde bryta Luftwaffes luftherravälde över Stalingrad.

| Namn                  | Grad             | Tillträdde       | Frånträdde       |
| --------------------- | ---------------- | ---------------- | ---------------- |
| Michail Solovov       | Överste          | mars 1918        | 1 augusti 1918   |
| Aleksander Vorotnikov | Överste          | 1 augusti 1918   | 13 juni 1919     |
| Konstantin Akasjev    | Överste          | mars 1920        | februari 1921    |
| Andrej Sergejev       | Överste          | februari 1921    | oktober 1922     |
| Andrej Znamenskij     | Överste          | oktober 1922     | juli 1923        |
| Arkadij Rozengolts    | Överste          | juli 1923        | december 1924    |
| Pjotr Baranov         | Överste          | december 1924    | juni 1931        |
| Jakov Alksnis         | Komandarm 1.kl   | juni 1931        | 23 november 1937 |
| Aleksandr Loktionov   | Generalöverste   | 23 november 1937 | 19 november 1939 |
| Jakov Smusjkevitj     | Generallöjtnant  | 19 november 1939 | augusti 1940     |
| Pavel Rytjagov        | Generallöjtnant  | augusti 1940     | 24 juni 1941     |
| Pavel Zjigarev        | Generalöverste   | 24 juni 1941     | 11 april 1942    |
| Aleksandr Novikov     | Flygövermarskalk | 11 april 1942    | 22 april 1946    |
| Konstantin Versjinin  | Flygmarskalk     | 1946             | september 1949   |
| Pavel Zjigarev        | Flygövermarskalk | 1949             | 1957             |
| Konstantin Versjinin  | Flygövermarskalk | 1957             | 1969             |
| Pavel Kutachov        | Flygövermarskalk | mars 1969        | 3 december 1984  |
| Aleksander Jefimov    | Flygmarskalk     | 3 december 1984  | juli 1990        |
| Jevgenij Sjaposjnikov | Generalöverste   | juli 1990        | augusti 1991     |
| Pjotr Dejnekin        | Generalöverste   | 21 augusti 1991  | 19 augusti 1992  |

## Gradbeteckningar
|          |           |                   |          |                   |            |              |                       |
| Рядово́й  | Ефре́йтор  | Мла́дший сержа́нт   | Сержа́нт  | Ста́рший сержа́нт   | Старшина́   | Пра́порщик    | Ста́рший пра́порщик     |
| Rjadovoj | Efrejtor  | Mladsjij serzjant | Serzjant | Starsjij serzjant | Starsjina  | Praporsjtjik | Starsjij praporsjtjik |
| Menig    | Menig 1kl | Undersergeant     | Sergeant | Översergeant      | Fanjunkare | Förvaltare   | Flottiljförvaltare    |

|                    |           |                    |         |       |                 |           |
| Mла́дший лейтена́нт  | Лейтенант | Старший лейтена́нт  | Kапита́н | Майо́р | Подполко́вник    | Полко́вник |
| Mladsjij lejtenant | Lejtenant | Starsjij lejtenant | Kapitan | Major | Podpolkovnik    | Polkovnik |
| Underlöjtnant      | Löjtnant  | Överlöjtnant       | Kapten  | Major | Överstelöjtnant | Överste   |

|               |                   |                   |                   |                           |
| Генера́л-майо́р | Генера́л-лейтена́нт | Генера́л-полко́вник | Маршалы авиации   | Главные маршалы авиации   |
| General-major | General-lejtenant | General-Polkovnik | Marsjaly aviasjii | Glavnye marsjaly aviasjii |
| Generalmajor  | Generallöjtnant   | Generalöverste    | Flygmarskalk      | Flygövermarskalk          |

### Webbkällor
- Leone, Dario (14 oktober 2021). ”Soviet Pilot who test flew captured F-5 against MiG-21, MiG-23 explains why the Tiger beat the Fishbed, Flogger in every engagement”. The Aviation Geek Club. https://theaviationgeekclub.com/soviet-pilot-who-test-flew-captured-f-5-against-mig-21-mig-23-explains-why-the-tiger-beat-the-fishbed-flogger-in-every-engagement/.
- Westermann, Edward B. (1999). ”The Limits of Soviet Airpower: The Failure of Military Coercion in Afghanistan, 1979-89”. Journal of Conflict Studies Vol. XIX (Nr. 2). https://journals.lib.unb.ca/index.php/jcs/article/view/4356/5011.